# Prades (Tarn)
Prades (in occitano Pradas) è un comune francese di 150 abitanti situato nel dipartimento del Tarn nella regione dell'Occitania.

## Società

### Evoluzione demografica
Abitanti censiti